# HMS Assistance (1850)
HMS Assistance — трёхмачтовый барк британского Королевского флота, в середине XIX века использовавшийся как научно-исследовательское судно. Шестой корабль Королевского флота, носивший это имя. Построен из тика на индийской верфи в 1835 году; в 1850 году выкуплен флотом, переоборудован в исследовательское судно. За недолгую карьеру во флоте Assistance принял участие в двух арктических экспедициях. В 1854 году вмёрз в лёд и был покинут экипажем.

## Служба

### Торговый флот
Построен в 1835 году из тика на индийской верфи в Хауре, назван Baboo.

### Королевский флот
В марте 1850 года барк был выкуплен Королевским флотом у господина Кинкейда. Позднее судно было подготовлено для службы в Арктике. Работы, произведённые верфью Wigrams в Блэкуолле, обошлись казне в 8520 фунтов.

#### Экспедиция Остина
В 1850 году Assistance совместно с барком Resolute принял участие в экспедиции Остина, отправленной на поиски пропавшей экспедиции Франклина. Летом того же года Assistance бросил якорь вблизи мыса Йорк, где экспедиция приняла на борт проводника-инуита. Дальнейшие упорные поиски пропавшей экспедиции не принесли результата и в 1851 году корабли вернулись в Англию.

#### Экспедиция Белчера
В 1852 году барк вновь отправился в Арктику — на сей раз в составе экспедиции Эдварда Белчера. 25 августа 1854 года затёртый льдами корабль был покинут людьми вблизи острова Батерст. Вместе с барком в ледовом плену был оставлен пароход Pioneer.